# Група дубів-2
Група дубів-2 — ботанічна пам'ятка природи місцевого значення. Об'єкт розташований на території Любешівського району Волинської області, ДП «Любешівське ЛГ», Білоозерське лісництво, кв. 54, вид. 6.
Площа — 0,3 га, статус отриманий у 1972 році.
Охороняється група з 30 екземплярів дуба звичайного (Quercus robur), віком близько 200 років,  на березі озера Біле.